# Lelekwinskaja (wieś)
Lelekwinskaja (ros. Лелеквинская) – wieś (ros. деревня, trb. dieriewnia) w zachodniej Rosji, w osiedlu wiejskim Czistikowskoje rejonu rudniańskiego w obwodzie smoleńskim.

## Geografia
Miejscowość położona jest przy przystanku kolejowym Lelekwinskaja, 3,5 km od drogi federalnej R120 (Orzeł – Briańsk – Smoleńsk – granica z Białorusią), 24,5 km od centrum administracyjnego osiedla wiejskiego (Czistik), 30,5 km od centrum administracyjnego rejonu (Rudnia), 34 km od Smoleńska.
W granicach miejscowości znajduje się ulica Centralnaja (4 posesje).

## Demografia
W 2010 r. miejscowość zamieszkiwało 7 osób.

## Historia
W czasie II wojny światowej od lipca 1941 roku wieś była okupowana przez hitlerowców. Wyzwolenie nastąpiło w październiku 1943 roku.
Uchwałą z dnia 20 grudnia 2018 roku w skład jednostki administracyjnej Czistikowskoje weszły wszystkie miejscowości (w tym Lelekwinskaja) zlikwidowanego osiedla wiejskiego Smoligowskoje.